# 1988-as U18-as labdarúgó-Európa-bajnokság
Az 1988-as U18-as labdarúgó-Európa-bajnokságot Csehszlovákiában rendezték 8 csapat részvételével 1988. július 22. és július 27. között. Az Európa-bajnoki címet a Szovjetunió szerezte meg, miután a döntőben a 3–1-re legyőzte Portugáliát.

## Résztvevők
A következő nyolc csapat kvalifikálta magát az Európa-bajnokságra:
| - Csehszlovákia (Rendező) - Dánia - Hollandia - NDK (Címvédő) | - Norvégia - Portugália - Spanyolország - Szovjetunió |

## Egyenes kieséses szakasz

### Negyeddöntők
| 1988. július 22. | Dánia | 0 – 2 | NDK | Frýdek-Místek |
| 1988. július 22. |       |       |     | Frýdek-Místek |

| 1988. július 22. | Csehszlovákia | 0 – 1 | Spanyolország | Opava |
| 1988. július 22. |               |       |               | Opava |

| 1988. július 22. | Szovjetunió | 4 – 2 | Norvégia | Vsetín |
| 1988. július 22. |             |       |          | Vsetín |

| 1988. július 22. | Portugália | 3 – 0 | Hollandia | Kopřivnice |
| 1988. július 22. |            |       |           | Kopřivnice |

### Pót selejtező (az1989-es Ifjúsági vb-re.)
| 1988. július 24. | Dánia | 1 – 1 (hu) (5–6 bu) | Norvégia | Vsetín |
| 1988. július 24. |       |                     |          | Vsetín |

| 1988. július 24. | Csehszlovákia | 1 – 0 | Hollandia | Kopřivnice |
| 1988. július 24. |               |       |           | Kopřivnice |

### Elődöntők
| 1988. július 24. | NDK | 0 – 3 | Szovjetunió | Frýdek-Místek |
| 1988. július 24. |     |       |             | Frýdek-Místek |

| 1988. július 24. | Spanyolország | 0 – 2 | Portugália | Opava |
| 1988. július 24. |               |       |            | Opava |

### 3. helyért
| 1988. július 27. | NDK | 2 – 0 | Spanyolország | Frýdek-Místek |
| 1988. július 27. |     |       |               | Frýdek-Místek |

### Döntő
| 1988. július 27. | Szovjetunió | 3 – 1 (hu) | Portugália | Frýdek-Místek |
| 1988. július 27. |             |            |            | Frýdek-Místek |

| Az 1988-as U18-as labdarúgó-Európa-bajnokság győztese |
| ----------------------------------------------------- |
| SZOVJETUNIÓ 1. cím                                    |

## Külső hivatkozások
- uefa.com